# ジャスティス学園
『ジャスティス学園』（ジャスティスがくえん / Rival Schools）は、カプコンが発売した対戦型格闘ゲームのシリーズ名、またはそれに登場する架空の高校の名前。
1997年に第1作『私立ジャスティス学園 LEGION OF HEROES』（しりつジャスティスがくえん リージョン・オブ・ヒーローズ / Rival Schools: United by Fate）がアーケードゲームとして登場、後に家庭用ゲーム機へも移植された。

## 概要
本作の話の舞台は終始国内であり、登場人物も高校生やその所属高校の教師らで、その大半が日本人である。
登場人物に「ケン・マスターズ格闘術」を体得している者がいたり、『ストリートファイターZERO』シリーズの春日野さくらがゲスト出演したりと、設定的に『ストリートファイター』シリーズと関わりがある様子が見られる。その反面、ゲスト出演している春日野さくらは『ストリートファイター』シリーズとは血液型が異なっていたり、本作の時代設定は199X年であり、そのまま『ストリートファイター』シリーズの年表に当てはめると年代のズレが生じるなど、一部の設定で両作品間の整合性が取れない箇所もある。
後に『ストリートファイター オンライン マウスジェネレーション』に本作のキャラクターが参戦したり、『ストリートファイターV』の追加ステージ「KANZUKI BEACH」の背景に本作の女性キャラクターが登場するなどしている。

## ゲームシステム
ポリゴンで描画された3D格闘ゲームだが、戦闘のフィールドに地形の高低差や行き止まりの壁などは無い。ただし、『燃えろ!ジャスティス学園』では一部のステージに天井が存在する。キャラクターの移動も前進・後退・ジャンプ程度で、前後の軸移動の概念も一応存在するものの、実質的には2D格闘ゲームに近いシステムとなっている。
ゲーム開始時に2人（『燃えろ!』では3人）のキャラクターを選び、コンビ（チーム）を組んで戦っていく。通常はメインキャラクターが戦い、控えのパートナーとはラウンドが変わる際に交替するかどうかを決めることができる。派手な演出の「完全燃焼アタック」や相手を空中に打ち上げて連続技を叩き込む「エアバースト」、2人の協力技「愛と友情のツープラトン」攻撃などの要素が導入されている。

## シリーズ作品
- 『私立ジャスティス学園 LEGION OF HEROES』（アーケード〈ZN-1〉：1997年12月稼動、PlayStation：1998年7月30日）
  - 2012年2月22日にPlayStation Storeのゲームアーカイブスでダウンロード販売開始。レイティングはCERO：B（12才以上対象）。
- 『私立ジャスティス学園 熱血青春日記2』（PlayStation：1999年6月24日）
  - 後に廉価版「カプコレ」として2001年2月22日に再発売。
  - 2015年7月8日にPlayStation Storeのゲームアーカイブスでダウンロード販売開始。レイティングはCERO：B（12才以上対象）。
- 『燃えろ!ジャスティス学園』（アーケード〈NAOMI〉：2000年12月稼動、ドリームキャスト：2000年12月7日）
  - DC版は後に廉価版「ドリコレ」として2003年9月11日に再発売。
- 『燃えろ!ジャスティス学園卓球部』（携帯電話アプリゲーム〈iモード〉：2003年10月6日配信）
  - 『燃えろ!ジャスティス学園』のキャラクターたちと卓球で勝負するスポーツゲーム。

### 私立ジャスティス学園 LEGION OF HEROES
パートナーは初代『ジャスティス学園』の初期状態では同じ高校内のキャラクターからしか選べなかったが、タイムリリースによって自由に選択できるようになった。なお、各ストーリーデモは同じ高校のメンバー2人を選んだ時のみ見られるようになっている。ただし、ジャスティス学園は先生コンビと忌野コンビで分かれている。また、同キャラクター同士や、素顔あきら、さくらの場合はストーリーがない。ストーリーには分岐があり、特定のステージでの行動によって、ストーリーのショートカットやエンディング分岐が行われる要素もあった。
ゲーム誌『ゲーメスト』（新声社）誌上で行われた「第12回ゲーメスト大賞」（1998年度）において大賞15位を獲得、その他にベスト演出賞で5位、ベスト対戦格闘ゲーム賞で9位、プレイヤー人気で15位、インカム人気で15位を獲得した。

#### 開発
ディレクターの伊津野英昭が語ったところによると、『スターグラディエイター』がエフェクトの関係などスペックの問題で30フレームだったことから、本作では「60フレームの3D格闘ゲームそれでいて遊びは2D」というところからスタートし、初期のタイトル名は『ジャスティスフィスト』。当初は「ストーリーは各国の格闘家たちが集り世界最強を決める」というコンセプトだったが、プレゼンで「普通」という評価だった。これを受けて「誰もやったことがなく興味を引く」ということで学園モノで「学級委員を殴り合いで決め登場キャラは40人」という骨子が決まった。プログラマーが画面内に3キャラを表示できたところからツープラトンが生まれ、そこからチームバトルの方向となり学園対抗の作品として『ジャスティスフィスト』の名前を残して『ジャスティス学園』となった。
PlayStationへの移植を意識したこともあり4ボタン、先行入力のコマンド、技術がなくても簡単にコンボやカウンターが決まるといった開発当時行き過ぎていた格闘ゲームを入りやすくするための工夫が多数導入されている。また、一番の売りとなるツープラトンも3ボタン同時押しで簡単に発動でき、最初から使えるようにゲージMAXで試合がスタートするようになっている。
本作のオープニングにて256色の絵が3枚使用された短いアニメーションがあるが、これは当時業界初のことだった。
キャラクターデザインなどにはえだやんが関わっている。

#### 移植版
PlayStation移植版は、「アーケードディスク」と「エボリューションディスク」の2枚組構成となっている。どちらもアーケード版での隠しキャラクターは最初から登場、さらに家庭用からの新規キャラクター（熱血隼人、風間醍醐）と、女性キャラクターの衣装違い（体操服ひなたや私服響子など）も追加されている。アーケード版とは違いロード時間があるものの、ロード中には各ディスクそれぞれに50枚のロード用オリジナルイラストが表示されるなど工夫が施されている。家庭用移植は、3か月という短い開発期間で制作された。
アーケードディスク
アーケード版をほぼそのまま再現した移植版。ストーリーデモがフルボイスになっている。ただし、追加キャラクターには独自のストーリーデモはなく、エンディングのみ存在。
エボリューションディスク
対戦バランスを再調整したバージョン。アーケード版から一部の技の入れ替えや新技追加、コンボの削除（例えば、ローキックが熱血コンボ始動技にならない）などの変更がなされている。アーケード版にあったストーリーデモなどは削除されており、エンディングデモにもボイスが無いが、その代わりに恋愛ゲーム風のオリジナルモード「熱血青春日記」（後述）を搭載し、オリジナルキャラクターをエディットできる。「五輪祭モード」では、熱血青春日記内のイベントを独立した4種類のミニゲームとして遊ぶことができる。

##### 熱血青春日記
PlayStation版「エボリューションディスク」でメインになるのが「熱血青春日記」モードであり、これは対戦格闘ゲームに育成シミュレーションゲームの要素をプラスしたモードである。プレイヤーは名前・性別・生年月日を自分で入力し、学園の生徒としてキャラクターを1年間に渡って育成する。入学する高校は「太陽学園」「五輪高校」「パシフィックハイスクール」「外道高校」の4校から選択できる（ジャスティス学園には入学できない）が、どの学校でもストーリーはほぼ変わらず、本来の設定では他校のはずの生徒とも普通に校内で同級生として出会えるなど、本編とは外れた一種のパラレルワールドとなっている。チュートリアル的な面もあり、基本操作から応用操作に至るまで徐々に習得できるようになっている。また、さまざまなイベントや定期テストがあり、その結果に応じて新たな技を覚えたり、能力が上下する。恋愛シミュレーションゲーム的な要素もあり、他のキャラクターたちと友情を深めたり、場合によっては異性・同性を問わず恋愛関係になったりも。花火大会や体育祭、バレンタインデーといったお約束のイベントも用意されている。作成したキャラクターは他のモードでも使用できる。
1作目の家庭用移植の開発期間が3か月しかなかったため、その期間でできることを考えて作成された。

##### テーマソング
- 『熱き鼓動』 - PS版『私立ジャスティス学園』主題歌
- 『未来の行方（あしたのゆくえ）』 - PS版『私立ジャスティス学園』エンディングテーマ
  - 作詞作曲：尾澤拓実、編曲：安達隆之、唄：尾藤イサオ
  - ゲーム中には、曲に合わせたオリジナルアニメムービーが収録されている。
  - 1998年7月23日に、ソニーレコードよりこの2曲を収録したシングルが発売された。
- 『ジャスティス学園校歌』
  - 作詞：A.K、作曲：山本節生、唄：山本亮治
  - 『ゲーメスト』をはじめ各ゲーム誌で行われた私立ジャスティス学園の校歌募集企画において、大賞に選ばれた作品が熱血青春日記のエンディングに使用された。

### 私立ジャスティス学園 熱血青春日記2
PlayStationでのみ発売されたオリジナル作品。前作PS版の「エボリューションディスク」のマイナーチェンジにあたるバージョンアップ版とも言えるもので、ゲームバランスを再調整した上で、「熱血青春日記」の内容をさらに広げ、新キャラクターも2人追加されている。収集要素も多く、PocketStationとの連動やトーナメント、リーグなどの多彩な対戦形式など充実した内容になっている。
タイトルに「2」とあるものの、アーケードに準じた「一人で遊ぶ」モード、育成シミュレーションの「熱血青春日記2」モードともに、前作からストーリー上の時系列の変更はなく、前作と同一時期を描いた物語となっている。「一人で遊ぶ」モードについては、前作の「エボリューションディスク」同様に演出面が非常に簡素なものになっているが、新キャラクターの専用オープニングと個別エンディングが追加。「熱血青春日記2」については発生イベントが一新され、新たに入学先としてジャスティス学園を選択できたり、イベントでさくらが登場するなどの追加要素がある。

### 燃えろ!ジャスティス学園
グラフィックが大幅に向上し、3人のキャラクターを選択してトリオを組むシステムになった。3人での同時攻撃「正義と勇気のスリープラトン」も実装されている。また、ツープラトンを食らった場合にパートナーに救援を求める「ツープラトン返し」も導入された（ただし、ツープラトンを仕掛けた側が二人以下だとシステム仕様で使えない）。
前作からのシステム「エアバースト」にも手が加えられており、通常のエアバーストは一部を除いて熱血コンボには組み込めなくなった。その代わり、「ショートエアバースト」という、低い高度に打ち上げるシステムが追加された。通常のエアバーストと比べて高く打ち上げない分だけ空中でのコンボが短くなるが、熱血コンボから浮かせることができる。
ストーリーモードは各高校で決められたキャラクターを使うことになっており、パシフィックハイスクールとジャスティス学園、暗黒生徒会以外の高校は特定の場面で分岐ルートが存在している。なお物語のベースは全部で2つあり、各高校、隠しストーリーの暗黒生徒会を除き「ロイ登場」「バツ失踪」の2つのどれかをベースとしたストーリーが展開される。
ドリームキャスト移植版では、学園祭を舞台としたボードゲーム形式の「燃えろ! 熱血青春日記」も追加された。4人で対戦する（プレイヤーが足りない場合はコンピュータが参加する）。さいころを振って学園内のアトラクションや教室を巡り、必殺技や能力値を獲得していく。プレイヤー同士がすれ違うと能力値を使った「決闘」になり、勝者は敗者から好きなものを強奪できる。道中で出会うキャラクターと一緒に行動することもでき、決闘ではプレイヤーに声援を送ってサポートする。ボードゲームの対戦を楽しみながら育成することになるが、好感度などの要素は健在。また、必殺技をある程度自由に取得できたりと育成の自由度もあがっている。キャラクターは全員2頭身で表現され、決闘シーンなどでは駄々っ子パンチで戦うなどコミカル。最後はCPU操作によるトーナメントが開催され、これに優勝することで勝利へ大きく近づく。

## 登場高校・所属人物

### 太陽学園高等部
ゲーム内での通称は「太陽学園」（たいようがくえん）。豊かな緑に囲まれた学校。教育方針は「自由な校風でのびのびした生徒を育てる」で、生徒たちの自由意思で学園生活を送ってもらいたいという願いがある。中等部と高等部があり、中等部からの内部進学と試験での選抜によって選ばれる生徒を半々で入学させている。試験では、成績よりも面接の評価を重視するというスタイル。
校内はいつも活気にあふれており、熱血型の生徒・教師が非常に多いのが特徴。それ以外は行事・施設ともにごく普通の高校という印象が強い（ただしアルバイトは禁止）。パシフィックハイスクールとの合同で行われる体育祭「太P戦」の規模は驚異的。
女子の制服のデザインは『ストリートファイターIII』のいぶきがエンディングで着用していたものと同じ。伊津野によると、「可愛かったから」という理由と、ゲームの売り上げを伸ばすための保険としてひなたのデザインに取り込まれたもの。
『燃えろ』では2戦目でバツを使用して1ラウンド取られたか否かで「ロイ登場」か「バツ失踪」のいずれかに分岐し、大きく話が変化する。『燃えろ』の各高校のストーリーモードは隠しストーリーの暗黒生徒会を除き、この2つのルートの話がベースとなっている。
一文字伐（いちもんじ ばつ）［Batsu Ichimonji］
声：檜山修之
本編の主人公。主にカタカナで「バツ」と表記される。額に十文字の傷があり、青い学ランを着用し、開けた胸元から鎖帷子が覗いている。短気だが強い正義感の持ち主で友情に厚く、母親思いの熱血漢。運動は大の得意だが勉強は苦手であり、他にも犬を苦手としている。母親の雫は太陽学園の事務員。当初は忍者高校生という設定で鎖帷子はその名残。実際のゲームでは忍者そのものではないが、実は忍者の血筋を引いているという設定として受け継がれた。
1作目では行方不明になった母・雫の手がかりを求めて、太陽学園に転校してきた。『燃えろ!』では太P戦で発生した原因不明の乱闘事件の真相を探るうちに戦いに巻き込まれていく。
パンチ技を得意とし、気合いを極限まで溜めて放つという強力な飛び道具を持つ。
『タツノコ VS. CAPCOM CROSS GENERATION OF HEROES』に参戦しており、この作品では後述のバーニングバツに覚醒した経緯が描かれている。
バーニングバツ［Burning Batsu］
『燃えろ!』で追加されたバツの派生キャラクター。ストーリーでは「バツ失踪」ルートでのみ登場。
「バツ失踪」ルートにて、聖純女学院であきらたちに不覚をとり、不甲斐なさから飛び出し、父・忌野雷蔵のもとを訪れ、修行を行ってパワーアップした姿（「バーニングバツ」の命名も雷蔵によるもの）。
熱い思いを内に秘めることで、肉体だけでなく精神的にも大きく成長している。かなりの短期間でのパワーアップであり、恭介は相当激しい修行だったと推測している。
パワーアップした技の一部は敵を燃やす効果があり、2プラトンも「W気合弾」から「熱血気合Wビーム」に変更されている。
また、「ガッツアッパー」が「バーニングエルボー」に代わり、完全燃焼アタック「忌野流 モズ落とし」という投げ技も習得している。
通常のバツと比べると立ちモーションが非常に落ち着いており、衣装は上半身に所々綻びた鎖帷子を着用し、全身傷だらけになっている。
若葉ひなた（わかば ひなた）［Hinata Wakaba］
声：半場友恵
バツの同級生。半袖ブラウスにベストとスカートの制服姿で、額を大きく覆うようにヘアバンドを着用した女子高生。陽気で快活な性格だが、真面目な一面も持つ。格闘技に天賦の才能を持つ、文武両道の天才少女。格闘技は通信教育（ケン・マスターズ格闘術）で身に付けたもの。運動神経も高く、各運動部から助っ人の要請が来るという。
1作目では生徒たちが次々に誘拐される謎の事件を解決するためにバツ、恭介と共に行動する。『燃えろ!』では、バツたちと同じく「太P戦乱闘事件」の真相を探るために戦う。他の生徒と違う雰囲気のバツに興味を持つ。
『ストリートファイターV』では「KANZUKI BEACH」の背景やアキラのストーリーモードに登場する。
ひなた2
ひなたのコスチューム違いのキャラクター。PS版初代および『熱血青春日記2』と、AC・DC版『燃えろ!』に登場するが、それぞれで衣装が異なる。
PS版初代と『熱血青春日記2』では体操服姿になり、ツープラトンが攻撃技に変化している。また、初代のアーケードディスクでは完全燃焼アタックが新技に変わっている。
『燃えろ!』のAC版では隠し要素全解禁時、DC版ではダウンロード配信（現在は終了済）でスタートボタンを押しながら決定すると使用可能。ハチマキはつけておらず、ベストを着た姿になる。
鑑恭介（かがみ きょうすけ）［Kyosuke Kagami］
声：千葉一伸
学園の風紀委員だが、茶髪で白い学ランを着用している。冷静かつ冷徹な性格。雹の双子の弟で、バツの従兄弟にあたる。華麗な動きを重視した手刀や蹴り技をメインに戦う。また華道の心得があり、ここでも得意の手刀で草花を切り落としているという。1作目では雹からバツを監視する命令を受けていたが、途中でそれまでの罪悪感と共に友情にも目覚めて雹の野望の阻止と心の救済を決意する。ドラマCDでは壁が総鏡張りになっている自宅のバスルームで自身の裸体を眺めるという、ナルシストな一面が明らかになったり、女装してジャスティス学園に潜入捜査をしたりもした。
『CAPCOM VS. SNK 2』に参戦しており、バルログに美男子と認められ、対戦前の特殊デモで薔薇を投げられている。また、二階堂紅丸に対抗意識を抱いている言動を見せている。なお、同作の3ゲージ技「ファイナルシンフォニーRemix」ではバツ、ひなたも登場する。
熱血隼人（ねっけつ はやと）［Hayato Nekketsu］
声：山崎たくみ
PS版『私立ジャスティス学園』で追加されたキャラクター。真っ赤なジャージと竹刀がトレードマークの体育教師。並外れた熱血漢であり、生徒たちに無茶をさせることが多いが、彼なりに生徒たちを想っての行動である。竹刀とキック技で戦い、カウンター技も持っている。相手キャラクターに腕立て伏せを強要するなど、彼独特の技を使う。
『燃えろ!』では「太P戦乱闘事件」を調査中、「雷蔵襲撃事件」を調査していた英雄・響子と合流し、共闘することになる。「ツープラトン返し」時の攻防になると解説（あるいは煽り役）を務める。
実は水無月響子に惚れていたようだが、『燃えろ!』のエンディングで英雄との相思相愛ぶりを見せられ、強がりを言いながら背を向けて涙を流し失恋している。
初出は島本和彦がゲーメストムック用に描き下ろした漫画『私立ジャスティス学園外伝』。漫画オリジナルキャラクター（収録されている短編集『炎の筆魂』あとがきより）で、彼のツープラトンは島本の漫画のシーンをそのまま再現している。島本和彦の漫画『男の一枚 レッド・カード』にも登場する。
ひびき蘭（ひびき ラン）［Ran Hibiki］
声：平松晶子
PS版『熱血青春日記2』で追加されたキャラクター。新聞部所属で、常にスクープを求めて校内を走り回っている。やや強引な性格だが、嫌味が全くないため友達が多い。カメラのシャッターを焚く、新聞を投げつけるという彼女のキャラクター性を強調した他に例の無い攻撃をする。『燃えろ!』ではハリセンも使うようになる。「ツープラトン返し」時の攻防になると実況を務める。
『熱血青春日記2』のイベントによると、ケン・マスターズのファンであるという。
委員長（いいんちょう）［Iincyo］
声：豊口めぐみ
バツたちのクラスの委員長。本名は不明。責任感が非常に強い女生徒。赤いカチューシャと体操服を着用している。シリーズ1作目から登場しているが、プレイヤーキャラクターとして使えるのは『燃えろ!』のみ。
ひなたと同じくマスターズ通信空手で戦うものの、その実力はひなたには遠く及ばないレベルである。全キャラクターで唯一エアバースト始動技がないほか、必殺技の威力も軒並み低く設定されている。
しかし相手キャラクターを説教してダメージを与える技はダメージ補正を受けず、安定したダメージを与えられる強力な技であるほか、彼女のツープラトン技は全キャラクター中唯一、体力ゲージと根性ゲージの両方を回復する高性能なものである。
「太P戦乱闘事件」の真相を探るため、目的を同じくするボーマン、スクープを求めるランと共に行動することとなる。
英語版での名前表記は「委員長」をそのまま英訳した［CHAIRPERSON］で、ゲーム中の短縮表記は［CHAIR P.］となっている。

### 五輪高等学校
ゲーム内での通称は「五輪高校」（ごりんこうこう）。念頭は「健全な精神と強靭な肉体とオリンピック選手の育成」で、スポーツによる青少年の健全育成を掲げ、中高6年間の一貫教育を行っている学校。
何よりもスポーツ重視の学校のため偏差値はほぼ関係なく、試験は運動能力・素質を最優先する。その他スカウトマンが全国から選び抜いた将来有望な逸材および中学の全国レベル選手などを多数入学させている。毎年多数のアスリートを輩出している実績を持ち、生徒数は高等部だけで1800名を数えるという超規模の高校でもある。
『燃えろ』でのストーリーは2戦目で夏か将馬の二択を迫られ、どちらを選ぶかでストーリーが大きく分岐する。夏側は「ロイ登場」、将馬側は「バツ失踪」がベースとなっている。
沢村将馬（さわむら しょうま）［Shoma Sawamura］
声：うえだゆうじ
野球部所属。正義感は強いが短気で直情傾向で負けず嫌い。低い身長がコンプレックス。牛乳が嫌い。夏とは幼馴染で、ケンカばかりするが実は好意を抱いている。格闘スタイルは特大鉄バットでの殴打、分身魔球、殺人スライディングなど。
1作目では兄の修一を襲った犯人を探していた。『燃えろ!』では、ももの策略にはめられ、間接的に九郎の手駒とされるなどかなり単純な一面が強い。
将馬2
『燃えろ!』で登場するコスチューム違いのキャラクター。AC版では隠し要素全解禁時、DC版ではダウンロード配信（現在は終了済）でスタートボタンを押しながら決定すると使用可能。ユニフォームの上にスタジアムジャンパーを羽織っている。
鮎原夏（あゆはら なつ）［Natsu Ayuhara］
声：津野田なるみ
バレー部所属。赤いユニフォーム姿で戦う。その長身とハキハキとした性格から女子にもてるが、本人は背の高さを気にしている。将馬とは幼馴染でケンカが絶えないが、密かに互いを意識している。そのため、ももとの相性は最悪。ボールを叩きつける技が多数ある他、レシーブからの追撃も得意。
夏2
PS版初代と『熱血青春日記2』で登場するコスチューム違いのキャラクター。制服（夏服）姿になり、ツープラトンが攻撃技に変化している。
ロベルト三浦（ロベルト みうら）［Roberto Miura］
声：森川智之
サッカー部所属。ブラジル人のクォーター。試合（戦闘）中は熱くなるが、普段は冷静かつ大人びた性格で、暴走しがちな将馬と夏の押さえ役。ポジションはゴールキーパーだが、1作目のエンディングではジャスティス学園との乱闘で腕を負傷し、ゴールキーパーは無理と診断されるが、フォワードの素質を見出され、プロスカウトされる。エアガン収集が趣味で、特技は早撃ち（流石に実弾を撃ったことは無い）。ボールを蹴りつける他にリフティングのような連続技や、吹っ飛んだ相手キャラクターを空中でキャッチして蹴り飛ばすなど、サッカー部員ならではの技で戦う。
初代と『燃えろ!』で戦闘スタイルが変わっているキャラクター。必殺技のラインナップに大きな変化は無いが、『燃えろ!』でショートエアバーストが追加されたことで、空中シャイニングセーブの威力の高さを活かし、ショートエアバーストに特化したキャラクターになった。
ゲームスタッフによれば、彼の性格は「次元大介+石川五ェ門」とのこと（新声社刊『私立ジャスティス学園 熱・血・大・全2』より）。
波川流（なみかわ ながれ）［Nagare Namikawa］
声：三木眞一郎
PS版『熱血青春日記2』で追加されたキャラクター。水泳部所属。善人なのだがほぼ無表情で、何を考えているのかわからない。しかし水に入ると人が変わったように鋭い顔つきになる。常に競泳用海パンと水泳帽を着用。空中を泳いで突進する技や、突然人工呼吸を始める技、そしてメインキャラクター、流、相手キャラクターの3人でシンクロナイズドスイミングを行うツープラトン技などコミカルな技を使う。沢村兄弟とは幼馴染で、将馬からは兄の修一と同じくらい慕われている。『燃えろ!』では大学に進学している。
1作目の企画時では彼と同じ水泳部員キャラクターがロベルトの代わりにいたが、没になっている。
軽井沢もも（かるいざわ もも）［Momo Karuizawa］
声：佐久間レイ
『燃えろ!』のみに登場。テニス部所属。あどけない少女を装っているが、実は暗黒生徒会のメンバー。恋していた九郎の指示で将馬に接近、将馬と夏を仲違いさせるべく策を廻らすが、本気で将馬に恋するようになる。性格にかなり難あり。格闘スタイルは、ボールやラケットでの攻撃のほか、空中から突撃したり、ジャイアントスイングで相手キャラクターを投げ飛ばしたりと小柄な体格の割には多彩かつハイパワー。

#### 五輪体育総合大学
ゲーム内での通称は「五輪大学」（ごりんだいがく）。『燃えろ!』で新設された大学。スポーツ選手だけでなく、スポーツドクターやトレーナーの育成も視野に入れている。体育学部のほかに、スポーツ医学部、運動生理学部などもある。流の親友かつ将馬の兄である沢村修一もここに進学している。
波川流（なみかわ ながれ）［Nagare Namikawa］
声：三木眞一郎
五輪高校卒業後、流は五輪大学へ進学、高等部の水泳部でコーチを務めている。ジャージの校章以外、性格や外見などに全く変わりはない。

### パシフィックハイスクール日本校
ゲーム内での通称は「パシフィックHS」。いわゆるアメリカンスクール。指針は「文化、スポーツにおいて、世界に通用するエリート教育」。敷地には、ショッピングモールやドライブインシアター、カフェなどの施設があり、もはや学校というより一つの町の規模を誇る。入学者にはアメリカの上流階級の子息が非常に多い。日本からは大使館関係者などの子息が入学している。学食はカフェテリア方式で、アメリカンサイズなだけでなく、変り種のハンバーガー類が多数取り揃えられている。
『燃えろ』でのストーリーは「バツ失踪」がベースとなっている。五輪以外で「バツ失踪」がベースなのはこの高校のみ。
ロイ・ブロムウェル［Roy Bromwell］
声：置鮎龍太郎
アメフト部所属。頭が良く金持ちで、アメフト部でも花形のポジションを務めているとあって校内ではスター的存在。祖父が日本との戦争で大きな傷を負ったことから日本を嫌っていたが、1作目のエンディングで考えを改め、バツたちの親友になる。パンチによるスピーディーな連続攻撃とパワフルな突進技で戦う。国籍はアメリカ。1作目のエンディングで帰国するが、『燃えろ!』では友人たちの危機を救うべくティファニーと共に再び日本へ向かう（そのため彼とティファニーは隠しキャラクター扱いになっている）。
1作目のエンディングでは成長後の姿が描かれ、そこではアメリカ合衆国大統領になっている。
ティファニー・ローズ［Tiffany Lords］
声：ならはしみき
チアリーディング部所属。爆乳で非常にきわどいコスチュームを好むグラマー美少女。明るい性格だが淋しがり屋。ロイに思いを寄せている。
回転したり飛び跳ねたり、躍動的に動きながら攻撃する。国籍はアメリカ。
1作目のエンディングではロイと離れ離れになるが、ロイのボディガードになろうと特訓を始める。1作目のロイのエンディングでは大統領となった彼の横に付き添っている。
日本語の成績が悪い。単語自体はわりと難しい言葉を知っているのだが、頻繁に使い方を間違える傾向があり、意味不明な発言になっている。いつもボーマンに指摘されているが、本人に直そうという姿勢はあまり見られない。
ひなたと同様に『ストリートファイターV』の「KANZUKI BEACH」の背景やアキラのストーリーモードに登場する。
ティファニー2
PS版初代と『熱血青春日記2』で登場するコスチューム違いのキャラクター。制服（冬服）姿になり、ツープラトンが攻撃技に変化している。また、初代のアーケードディスクでは完全燃焼アタックが新技に変わっている。
ボーマン・デルガド［Boman Delgado］
声：長嶝高士
制服を着用した大柄な黒人。外見は強面だが、敬虔なクリスチャンで紳士的な性格。人助けやボランティアが趣味。
自身の腕っ節の強さを自覚していることもあり、暴力や争いことを好まず、止むを得ず戦った場合は「神よ、お許し下さい」と神へ許しを請うことを忘れない。なおパシフィックの3人の中で唯一、裕福でない家の出身。ボクシングのような打撃技を使う、打撃系のパワーキャラクター。国籍はアメリカ。
1作目のエンディングで、ロイとティファニーはアメリカへ帰国するのだが、ボーマンは宣教師として日本に留まる。『燃えろ!』では一連の不審な事件を調査するために委員長、ランと手を組む。
ボーマン2
『燃えろ!』で登場するコスチューム違いのキャラクター。AC版では隠し要素全解禁時、DC版ではダウンロード配信（現在は終了済）でスタートボタンを押しながら決定すると使用可能。上半身裸になり、サングラスを掛けた姿になっている。

### 外道高等学校
ゲーム内での通称は「外道高校」（げどうこうこう）。略して「ゲド高」。元々の学校名は「男道高等学校」だった。工業地域の中心に建てられているが、周辺の工場が廃れていくにつれて、生徒数は激減。全国から筋金入りの不良が集まる男子校。校内には常に一触即発の雰囲気が漂い、付近の川の河川敷での他校との抗争は日常茶飯事。醍醐がやってくるまでは授業すらろくにできないという有様だった。しかし、これだけ不良だらけの学校であるにもかかわらず、校内では飲酒や喫煙などの現場は全く目撃されていないという。校門前にある「やまぶき商店」の店主のおばあちゃん（名前は「山吹きり」）の存在は生徒たちの心を癒す存在となっており、この店でも一度も万引きが起きたことがない。また学食が無いため、食料源もここ。校舎のすぐ隣には少年院があり、問題を起こした生徒が送られるシステムになっている。
『燃えろ』では「ロイ登場」がベースとなっているが、分岐ルートが発生する場面で失敗を犯すと最終話前でバッドエンドになって1話早くゲームが終わり、エンディングが流れずゲームオーバーになる。
エッジ / 山田栄二（やまだ えいじ）［Eiji "Edge" Yamada］
声：山田義暒
逆立った金髪がトレードマーク。わりと友好的な性格の不良だが、キレると手が付けられない。名前のダサさを気にしており、本名で呼ばれるとキレる。ナイフを投げたり、斬りつけたりするなどのあくどい攻撃が得意。岩とは、次期総番長の座を競い合うライバル関係。
不真面目な性格であり、学業はもとより大抵のことに対して真剣に取り組むことを嫌うが、ここ一番での意地や根性が強いという男気も持ち合わせる。
父と母と姉の四人暮らしであり、エッジを含め全員ヤンキーという「ヤンキー一家」である。『ストリートファイターIII』が得意で、アレックス使いとして名を馳せている。
『CAPCOM VS. SNK』ではとび職の格好をして背景に登場している。
風間アキラ（かざま アキラ）［Akira Kazama］
声：手塚ちはる
ライダースーツに身を包む転校生。行方不明になった兄である外道高校総番長・風間醍醐を探すため、外道高校に入学。自称「醍醐の弟」。常にヘルメットを装着し、顔は見せない。無口で冷静な性格だが気は強い。カンフーを使い、追加入力技が多い。『燃えろ!』では聖純女学院に転校している。
素顔あきら
その素顔は女子高生で醍醐の妹である。本来は心優しく弱気な性格をした少女。技性能はほぼヘルメット版と同じ。ゲーム内の表記は「アキラ」のままだが、関連書籍などではヘルメット時は「アキラ」、素顔時は「あきら」のように、カナ表記が書き分けられている。初代ではヘルメットアキラがデフォルトキャラクターで後に素顔あきらが使用可能になったが、『燃えろ!』では素顔がデフォルトでヘルメット姿（ゲーム中では「パワードアキラ」）が隠しキャラクターとなっている。
『ストリートファイターオンライン』にも『ジャスティス学園』からバツと共に参戦している（開発中止となった『カプコンファイティングオールスターズ』でもこの2人の参戦が予定されていた）。
石動岩（いするぎ がん）［Gan Isurugi］
声：長嶝高士
相撲部所属（ただし幽霊部員）の大男。片方の袖が千切れた学ランと木の板の腹巻（『燃えろ!』では鉄製の腹巻）を着用している。広島弁を話し、人情を重んじる性格。
その高校生離れした体躯と怪力から繰り出される張り手や掴み技は破壊力満点。学業成績はエッジ以上に悪く、よくエッジにからかわれている。
大家族の長男坊で、たくさんの弟や妹の面倒を見ていることから子供好きという一面もある。また食欲旺盛で、大好物はおにぎり。
風間醍醐（かざま だいご）［Daigo Kazama］
声：山寺宏一（第1作）、大塚明夫（『燃えろ!』）
外道高校の総番長。初登場時は3年生だったが、続編の『燃えろ!』では留年している。荒れ放題だった外道高校へ転校して学校を短期間でまとめ上げ、まともに授業のできる学校にするという偉業を成し遂げた。正々堂々とした性格の豪胆な人物で、子分たちに慕われている。実は甘党だが、校内で甘いものを食べるときは子分たちに見つからないように隠れる。正拳や蹴りで戦う。左目の大きな傷は妹を野犬からかばった時についたもの。
1作目の終了後は不覚にも洗脳された自分を鍛えなおすため、長い修行の旅に出る。しかし、その修行の間に霧嶋九郎に再び洗脳され、暗黒生徒会の手先になる。
アーケード版『私立ジャスティス学園』ではエンディングデモなどで姿を見せるだけだったが、PS移植版からプレイヤーキャラクターとして登場する。キャラクター選択画面には顔アイコンは表示されないが、カーソルを画面外まで動かすことで選択できる。
ワイルド醍醐（ワイルドだいご）［Wild Daigo］
洗脳を受けて暴走した醍醐。辛うじてアキラやエッジたちを認識することはできる。破壊衝動のままに、ただただ相手を痛めつける攻撃をする。ツープラトン攻撃でこのワイルド醍醐を呼び出すと、自分自身も巻き添えでダメージを受ける。『燃えろ!』に登場し、外道高校のストーリー次第では命を落とす（ワイルド醍醐との戦いで1ラウンドでもツープラトンおよびスリープラトンで倒すと意識を取り戻す）。

### 聖純女学院
『燃えろ!』で追加された高校。女子校で、名家・良家の令嬢が多数入学している。教育方針は「日本古来の伝統を身につけた大和撫子の育成」ということもあって、時代遅れと言えるほど厳しい校則があり、全寮制のため生徒は定例休暇での帰省以外の外出には許可証を提出しなければならないという規則まである。校舎が周りを海に囲まれた孤島に建てられているのは、生徒たちがサボって逃げ出さないようにするためである。校内に桜の木と大きな噴水のある庭がある。
『燃えろ』でのストーリーは「ロイ登場」がベースとなっている。
風間アキラ（かざま アキラ）［Akira Kazama］
声：手塚ちはる
前回の事件のあと聖純女学園に転校したアキラ。弱気な性格から成長し、正義感の強い少女になった。最初から素顔をさらして戦う。技自体は1作目の素顔版をベースに、ややアレンジが加えられている。
パワードアキラ［Powered Akira］
醍醐から託されたヘルメットをかぶったアキラ。こちらの技は1作目のヘルメット版をほぼそのままベースにしており、素顔版とは差別化されている。また、当時と同じく校章は外道高校扱いになっている。ヘルメットを被った状態のアキラは性格が好戦的に変わる。
ザキ / 姫崎葵（ひめざき あおい）［Aoi "Zaki" Himezaki］
声：折笠愛
『燃えろ!』のみに登場。5000人もの部下を従えていたレディースの元ヘッド。家族や親戚に無理やり聖純女学院に入れられた。口は悪いが、純情な性格で人情に厚い。初対面の相手や自分から話そうとしない相手に対しては心を開かない。鉄の鎖を使用して戦う。エッジと同様に本名で呼ばれるのを嫌う。
霧嶋ゆりか（きりしま ゆりか）［Yurika Kirishima］
声：潘恵子
『燃えろ!』のみに登場。大きい縦ロールヘアーがトレードマークのドレス姿の少女。クールな外見とは裏腹に、性格は弱気で非常に心優しい。音楽に関しては天才的な才能を持つ。暗黒生徒会の一員にして九郎の姉だが、弟の間違った行動を止められずにいる。バイオリン装備で、音符を具現化させて攻撃する。

### ジャスティス学園
超エリート校で、全寮制。教育方針は「健全な肉体と精神は優れた能力を作る」。授業は個人の能力により変更される形態をとっており、AクラスからJクラスまでに区分される。また制服のデザインもクラスによって異なる。生徒たちは制服に発信機を取り付けられ、常に監視された状態で学園生活を送る。寮内でも規則正しい生活を送ることが義務付けられ、卒業まで帰宅は一切許されない。
『燃えろ』のストーリーでは「ロイ登場」がベースとなっており、隠しストーリーの暗黒生徒会はオリジナル展開となる。
島津英雄（しまづ ひでお）［Hideo Shimazu］
声：水鳥鉄夫
国語教師。一見さえない中年男性だが、実は島津流空手九段の達人。肩のプロテクターが特徴的。教師になった動機は、実家の道場を巡って起きた跡目争いの醜さに嫌気が差したため。家事全般が得意。やや厳しいが、生徒と本音で接する優しい先生でもある。響子に惚れていて、『燃えろ!』のエンディングで結ばれる。『ストリートファイター』シリーズのリュウに似た技を使う。
もともとは別のゲームのキャラクターとして安田朗が描いていたものを頼んで採用したキャラクター。
水無月響子（みなづき きょうこ）［Kyoko Minazuki］
声：三石琴乃
保健教師。メガネと長髪・白衣がトレードマークの美人で、元・某大学病院整形外科助手。しかし大酒飲みで家事全般が苦手。美脚から繰り出される足技と、関節を狙う投げを持つ。
ロベルト同様、初代と『燃えろ!』で戦闘スタイルが大幅に異なるキャラクター。ショートエアバーストの追加により、空中で足技を叩き込むのが主なダメージソースになった。
英雄に好意を持たれているが、本人もまんざらではない。『燃えろ!』のエンディングで結ばれる。
響子2
PS版初代と『熱血青春日記2』で登場するコスチューム違いのキャラクター。裸の上からワイシャツを着たようなラフな姿になり、ツープラトンが攻撃技に変化しているほか、一部の技の性能が異なる。
忌野雷蔵（いまわの らいぞう）［Raizo Imawano］
声：西村知道
学園長。バツの実父、また雹の義父であり叔父（雹と恭介の実父は雷蔵の実兄・忌野霧幻であるため）である。「裏の世界」の忍者だったが、日本を変えるため「表の世界」に出て「ジャスティス学園」を設立する。雹に洗脳され、日本征服の手駒として操られていた。しかし本来の性格は責任感が強く、生徒思いな教師である。妻やバツとは離縁状態にあったが、一連の騒動後に和解、一緒に暮らすようになる。人並み外れた巨体で、あだ名は「猛獣学長」。研ぎ澄ませた爪と怪力で戦う。
『燃えろ!』では、九郎に襲われた傷のため戦闘には参加しない。雷蔵の持っていた必殺技の一部は九郎に継承された。
忌野雹（いまわの ひょう）［Hyo Imawano］
声：塩沢兼人
忌野雷蔵学園長の養子で、生徒会長。学園の実質的な支配者にして、恭介の双子の兄でもある。日本を裏から牛耳るべく暗躍していたが、1作目のエンディングで改心し、学園の主権は雷蔵の手に戻り自身も恭介と和解する。
刀を駆使した多彩な剣術で戦う。なお1作目では隠しボスで、雷蔵戦で1ラウンドでもツープラトンで勝利すると雹戦へと進むことができる。
デモン雹（デモンひょう）［Demon Hyo］
九郎によって愛刀が折られたことが原因で、愛刀に宿る亡き実父・忌野霧幻（いまわの むげん）の怨念が暴走し、心も体も乗っ取られた雹。その力はもはや人智を超えており、ジャスティス学園を一瞬にして火の海に変えた。『燃えろ!』のタイトルの由来は、ジャスティス学園が物理的に燃えて焼失することである。
『燃えろ!』で暗黒生徒会編以外のラストボス。敗北後は霧幻の怨念を抑え込みながら、炎に包まれているジャスティス学園の中に消えた。
霧嶋九郎（きりしま くろう）［Kurow Kirishima］
声：島田敏
『燃えろ!』のみに登場。忌野一族を滅ぼすために裏社会が送り込んだ刺客。表向きはジャスティス学園の生徒の一人。しかし、裏の顔があり、忌野一族のみならず、自身を送り込んだ裏社会をも滅ぼして日本制圧を企んでいる。
性格は極めて狡猾、かつ残虐。日本征服のための闇の組織・暗黒生徒会を率い、ゆりかとももを従える。ゆりかの弟だが、姉を見下している。
また、仲間は部下・手駒としか考えておらず、自らが窮地に陥ればすぐさま切り捨てるなど性根は卑劣。霧嶋流を名乗り、鍵爪で敵を切り裂く。
『燃えろ!』の黒幕として暗躍していたが、直接対決で敗れた後、デモン雹と対峙し、一閃の下に斬り捨てられる。
ヴァツ［Vatsu］
『燃えろ!』に登場するバツの偽者。正体は九郎。本物との違いは目つきと髪に入った白いメッシュ。バツと九郎の技を併せ持つ。
九郎の技「夜叉車」を持つため、ショートエアバーストでダメージを稼ぎやすい反面、地上ではバツだとダウンを奪わなかった技でダウンを奪うようになっている、熱血コンボでダメージを稼ぎにくくなるなどの違いがある。

### 玉川南高等学校
ゲーム内での通称は「玉川南高校」（たまがわみなみこうこう）。校舎は本作には登場せず、校章以外の詳細は描かれていない。この校名は本作で初登場し、その後もさくらが登場する他の作品でも使用されている。
さくらの登場は制服つながりで、作品の売り上げを伸ばすための保険として決まったとのこと。
春日野さくら（かすがの さくら）［Sakura Kasugano］
声：笹本優子
『ストリートファイターZERO』シリーズからのゲスト出演。ひなた、夏とは親友でケーキ仲間。『燃えろ!』には登場しない。本シリーズでは『ストリートファイター』シリーズとは異なり、血液型はA型ではなくO型となっている。詳細は個人の項目を参照。『熱血青春日記2』では通常は登場せず、学期末に試験官としてストリートファイトを挑んでくる。
格闘スタイルは『ストリートファイターZERO』シリーズに準じたものに加え、本作独自の新技も使用している。

## スタッフ
私立ジャスティス学園 LEGION OF HEROES
- オリジナルストーリー：PROJECT JUSTICE
- ディレクター：伊津野英昭、Makoto 'MACOTY' Otsuki、TATSUYA (DAI) NAKAE（中江竜也）
- プログラミング：K.SOMETANI（染谷勝彦）、KOBUTA-CHAN、YUICHI 'OKAZ' KAGAWA（香川雄一）
- キャラクターデザイン：PROJECT JUSTICE
- オリジナルアートワーク：えだやん
- モーションデザイン：YU-SUKE（山本祐介）、藤沢直紀、立石昌代、KAKO、高坂隆之、谷田仁子、山根陽子
- モデリングエフェクト、テクスチャーデザイン：KUROSE（黒瀬修平）、高松聡、DEKAO（植田雅生）、木下晃城
- スクロールデザイン：ZUGGY SAKAMOTO（さかもとようこ）、京谷有紀、tamachan（竹尾圭代）、山本行史、TOKIO.N（野田祝男）、ishikawataka（石川貴範）
- ミュージックコンポーズ：山本節生
- サウンドエフェクト、ボイスエディション：鉢迫渉
- タイトルロゴデザイン：SHOEI（岡野正衛）
- インストラクションデザイン：SAKOMIZU（迫水新一郎）
- スペシャルサンクス：AKIMAN（あきまん）、新留義博、MEIJIN、CHABIN TYPE-M、鈴木守道、青木克巳、HITOSHI "T" NISHIO（西尾仁志）、福島直樹、TAKUYA SHIRAIWA、SRIK SUZUKI、DAN OKADA、CHRIS TANG
- プロデューサー：船水紀孝、中嶋浩二
- エグゼクティブプロデューサー：岡本吉起

私立ジャスティス学園 LEGION OF HEROES（PlayStation版）
- 企画：伊津野英昭、中江竜也、松本裕司、寺田隆良、江口勝博、呑田純子
- アシスタント：ササキダイスケ、いちのせやすのり
- キャラクターイラスト：黒修、えだやん、スミトモ
- プログラム：染谷勝彦、こぶたちゃん、香川雄一、SAILOR
- 熱血青春日記プログラム：MOTSU、KAW・TLD（川瀬学）、廣門輝明
- プログラム協力：SENOR、河明義、稲葉博、KADONTZ（葛野誠）、YOU!（山村勇一）
- モーションデザイン：YU-SUKE（山本祐介）、藤沢直紀（EFA）、TATEISHI.m（立石昌代）、KAKO、高坂隆之、谷田☆仁子、山根陽子、渡辺江美子
- 3Dモデルデザイン：DEKAO（植田雅生）、こうき（木下晃城）
- 音響効果：鉢迫渉、伊瀬聡
- 作曲・編曲：山本節生
- インストデザイン：M.NAGAOKA
- スクロールデザイン：ZIGGY（さかもとようこ）、たまちゃん（竹尾圭代）、山本こうじ（山本行史）、TOKIO NODA（野田祝男）、いしかわたかのり（石川貴範）、きさどん（木佐貫久司）
- プロジェクトスタッフ：佐野孝行、山田希男、田中徳良、川野毅、寺田歩未、阿部尚希
- スペシャルサンクス：BAMBOO（竹中善則）、瀧本和也、白岩卓也、久堀啓次、松本広明、須藤克洋
- アニメーション制作：葦プロダクション
  - 監督：川筋豊
  - 絵コンテ：うえだひでひと
  - アニメーションキャラクター：福世孝明
  - 美術：中村豪希（小林プロダクション）
  - 音響監督：藤山房伸
  - オープニング原画：平田かほる、山田雅樹、高乗陽子、岡辰也、田中孝弘
  - エンディング原画A：川原智弘、福世孝明、川田剛
  - エンディング原画B：近藤高光
  - デジタルワーク：矢口民雄（レアトリック）
  - デジタルペイント：ビジュアルワークショップ
  - 音響効果：加藤昭二
  - 製作協力：馬場健
- 熱血隼人デザイン協力：島本和彦、新声社
- プロデューサー：船水紀孝、中嶋浩二
- ゼネラルプロデューサー：岡本吉起

私立ジャスティス学園 熱血青春日記2
- 企画：伊津野英昭、中江竜也、松本裕司、（え）、寺田隆良
- プログラム：染谷勝彦、SAILOR、いごっそうカツヲ
- キャラクターイラスト：黒修、えだやん、SENSEI（末次治樹）、TOGACCHI、渡辺恵美子
- プログラム協力：香川雄一、こぶた、CHAM、新留義博、秋山幸平、池田良磨、原田康則、辻利彦、久堀啓次
- 音響効果：鉢迫渉
- 録音：瀧本和也
- 作曲・編曲：山本節生
- 3Dモデルデザイン：佑介、高坂隆之、DEKAO（植田雅生）、こうき（木下晃城）
- モーションデザイン：藤沢直紀（EFA）、KAKO、谷田仁子、山根陽子
- スクロールデザイン：ZIGGY（さかもとようこ）、TAMA（竹尾圭代）、山本行史、TOKIO.N（野田祝男）、A.KAMIJI、いしかわたかのり（石川貴範）
- オープニングデモ：佐藤直人、藤田元司、三島拓児
- インストデザイン：M.NAGAOKA
- プロジェクトスタッフ：石田義則、中谷洋、柳口博昭、須藤克洋、田中徳良、青木美智代
- スペシャルサンクス：村田治生、岡田浩一
- レア熱血カード：安西信行、桜瀬琥姫、大野純二、島本和彦
- 熱血隼人デザイン協力：島本和彦、新声社
- プロデューサー：船水紀孝、中嶋浩二
- ゼネラルプロデューサー：岡本吉起

燃えろ!ジャスティス学園
- ディレクター：伊津野英昭
- プランナー：寺田隆良、松本裕司、K・OKADA（岡田浩一）、(E)、ONI・SUZUKI（鈴木良太）、BABADEMI（谷口岳史）、佐々木栄一郎、NAKANO TAU Masahiro（中野正弘）、BURUMA（小嶋慎太郎）
- プログラミング：染谷勝彦、OKAZ@KAGAWA（香川雄一）、KOBUTA、SAILOR、伊野前幸子、YOHEI DOI、松下正和、石川善行、OKAGAWA YUKIKAZE
- キャラクターデザイン：PROJECT JUSTICE
- オリジナルアートワーク：えだやん、小牧信介、TOGACCHI、ハルマル、YAMA
- 3Dモデリング＆エフェクトデザイン：Yus（山本祐介）、DEKAO（植田雅生）、KURO★SYUu（黒瀬修平）、高坂隆之、HCheng（木下晃城）、渡辺恵美子、MASAO SAKURAI、坪田聡美、SAORI TAKEUCHI、KOJI NIJI NIJI、HAKUEI MPO（山本博英）
- モーションデザイン：NAOKI(EFA)FUJISAWA（藤沢直紀）、谷田仁子、山根陽子、新谷さゆり、坂下眞司、福島直樹、北村真也、宮本慎弥、M KONDO（近藤正規）、白浜恒紀、GOKKUN LEGEND（倉谷栄治）、MORNING CHICKEN、MOTION DEVIL、藤井亮太、MISAO KATAGIRI
- スクロールデザイン：ZIGGY（さかもとようこ）、TAMA（竹尾圭代）、山本行史、野田祝男、AKIO KAMIJI、京谷有紀、幸優介
- サウンド：岩井由紀、米田悦子、瀧本和也、鉢迫渉、SANDOU YOSHIKI（DJサンドウ）
- ギター＆ベースプレイヤー：永野克幸、岩井隆之
- タイトルロゴデザイン：SHOEI（岡野正衛）
- インストラクションデザイン：SAKOMIZU（迫水新一郎）
- スペシャルサンクス：ERIK "ESX" SUZUKI、ABU TAKEMURA（竹村学）、白岩卓也、船原邦夫、古別府宏充、KEIKO HARAKAWA、青木美智代、松田年晃、萩原良輔、HATO AHIRU、TOMOMALL SANO、TONKOTSU
- モーションアクター：YUICHI AIDA、HIROMI KAWASHIMA、TAKEHISA KODAMA
- ネットワーク：SHIN.（上山真一）、ICHIRO YUNDE（弓手一良）、NET MAN、野田峰幸、KENTARO★KANEKO（金子賢太郎）、Ika★chan、momo・mo
- 隼人デザイン：島本和彦
- プロデューサー：須藤克洋、中嶋浩二
- ゼネラルプロデューサー：船水紀孝
- エグゼクティブプロデューサー：岡本吉起

## 関連商品

### 攻略本
ゲーメスト2月15日号増刊 私立ジャスティス学園 熱・血・大・全
新声社、1998年2月26日発行。
私立ジャスティス学園 スクールガイド
ソフトバンク、1998年3月20日発行。ISBN 4-7973-0560-6。
ゲーメストムック Vol.123 私立ジャスティス学園 熱・血・大・全2
新声社、1998年5月15日発行。ISBN 4-88199-460-3。
ゲーメストEXシリーズ Vol.59 私立ジャスティス学園 格闘参考書
新声社、1998年8月30日発行。ISBN 4-88199-516-2。
私立ジャスティス学園 公式ガイドブック
アスペクト、1998年9月10日発行。ISBN 4-7572-0189-3。
私立ジャスティス学園 熱血青春日記2 公式ガイドブック
アスペクト、1999年8月11日発行。ISBN 4-7572-0499-X。
燃えろ!ジャスティス学園 公式ガイドブック
エンターブレイン、2001年2月7日発行。ISBN 4-7577-0324-4。
燃えろ!ジャスティス学園 パーフェクトガイド
ソフトバンク パブリッシング、2001年2月20日発行。ISBN 4-7973-1493-1。

### サウンドトラック
『私立ジャスティス学園 オリジナル・サウンドトラック』
ソニーレコードより1998年1月29日発売。アーケード版『私立ジャスティス学園』のサウンドトラック。SEコレクションなども含めた全44曲を収録。
『燃えろ! ジャスティス学園 オリジナル・サウンドトラック』
セルピュータより2000年12月20日発売。アーケード版『燃えろ!』のサウンドトラック。全47曲を収録。

### ゲーメスト ビデオ
GAMEST VIDEO VOL.42 私立ジャスティス学園
新声社、1998年2月27日発売。
バツ、ひなた、恭介のナレーションによる「ストーリーモード」攻略、「五輪高校野球部物語」などを収録。

### ドラマCD
『私立ジャスティス学園 ドラマアルバム 〜ねらわれた太陽学園 熱血死闘編〜』
セルピュータより1998年9月21日発売。オリジナルストーリーのドラマCD。『ストリートファイターZERO2』から春日野さくらと千歳ケイがゲスト出演するほか、ストーリーのメインキャラクターとしてドラマCDオリジナルのキャラクター有瀬裕が登場する。
主人公のバツが行方不明の母親を探すため太陽学園に転校するという流れはゲーム本編と同様だが、幼馴染の裕との再会や、それと共に太陽学園内で暗躍する謎の事件など、本編の流れを踏襲しつつも独自の展開となっている。ゲーム本編でのメインキャラクターはバツ、ひなた、さくら、あきら、響子、英雄、雹のみ登場。エンディングでは、ジャスティス学園の陰謀を知ったバツが、学園との長い闘いの始まりを決意するとしてゲーム本編へと繋げるような流れだが、時系列などで本編とのズレがある。
有瀬裕（ありせ ゆう）［Yu Arise］
声：子安武人
ドラマCDオリジナルキャラクター。バツの小学校時代の幼馴染で、玉川南高校から太陽学園へ転校してきてバツと再会する。あきらと交際中。蹴り技を得意とする。
さくらやケイは自校に通っていたはずの裕のことを全く知らなかったが、その正体は雹によってジャスティス学園から送り込まれたスパイであり、太陽学園から優秀な生徒を洗脳・誘拐し連れ去っていた。裕自身も雹に洗脳されており、最終的には口封じとして雹に操られたまま工場跡の屋上から飛び降りる。
キャスト
- 一文字伐：檜山修之
- 若葉ひなた：半場友恵
- 有瀬裕：子安武人
- 風間あきら：手塚ちはる
- 水無月響子：三石琴乃
- 島津英雄：水鳥鉄夫
- 忌野雹：塩沢兼人
- 春日野さくら：笹本優子
- 千歳ケイ：田村ゆかり
- 山崎（バツの担任）：大西健晴
- 矢沢コウジ（バツのクラスメイト）：笹沼晃
- 純（バツのクラスメイト）：鳥海浩輔
- まさる（バツのクラスメイト）：片桐健太
- ジョディ・ロバーツ（パシフィックHSの生徒）：松下美由紀
- 神崎弥生（新任の保健教師）：三石琴乃
- 毛利（新任の国語教師）：水鳥鉄夫
- 教頭：子安武人
- 男：子安武人
- ヒロカズ（野球部のエース）：片桐健太
- バツの母：松下美由紀
- 不良1：鳥海浩輔
- 不良2：笹沼晃
- 不良3：片桐健太
- 駅アナ：片桐健太
- 駅NA：鳥海浩輔

『私立ジャスティス学園 アドベンチャードラマアルバム 〜ねらわれた太陽学園 熱血探偵編〜』
セルピュータより2000年3月23日発売。2枚組。タイトルに「アドベンチャー」と銘打つ通り、CDプレイヤーの機能を利用したマルチストーリー&マルチエンディング方式となっている。
ある日太陽学園にて、進路を決める重要な模試が、何者かにテスト用紙を盗まれたことにより急遽中止となる。バツとひなた、恭介は、熱血隼人の依頼を受け事件の調査を始める、というストーリー。マルチストーリー形式となっており、付属のブックレットに書かれたチャート式の心理テストの結果に従ってトラックを再生していくという形式。Disc1ではバツとひなたのコンビが、Disc2では恭介と、事件を嗅ぎつけた蘭がメインとなり、事件の調査を進めていく。
キャスト
- 一文字伐：檜山修之
- 鑑恭介：千葉一伸
- 若葉ひなた：半場友恵
- 忌野雹：塩沢兼人
- 水無月響子：三石琴乃
- ひびき蘭：平松晶子
- 熱血隼人：山崎たくみ
- 太陽学園校長：納谷六朗
- 太陽学園教頭：有本鉄隆
- 太陽学園委員長：柳知樹
- 青木教諭：横尾博之
- ジャスティス学園女子高生1：川上未遊
- ジャスティス学園女子高生2：神田理江
- 不良：赤石広樹

### コミック
『私立ジャスティス学園外伝』
島本和彦作の短編作品。新声社のゲーメスト1998年2月15日号増刊 No.213『私立ジャスティス学園 熱・血・大・全』（雑誌扱い）に予告編が、同年のゲーメストムックVol.123『私立ジャスティス学園 熱・血・大・全2』（ISBN 4-88199-460-3）に本編が収録され、後にどちらも『炎の筆魂 弐之拳』（ISBN 4-257-90354-6）へ再録された。熱血隼人の初出となる作品。
『私立ジャスティス学園』
大野純二作、『マガジンSPECIAL』1998年5号 - 1999年1号にて連載。単行本は全2巻（上巻：1998年12月 ISBN 4-06-312638-2、下巻：1999年2月 ISBN 4-06-312661-7）。
『私立ジャスティス学園 4コマ決定版』
コミックゲーメストの4コマ漫画集。新声社のゲーメストコミックスで1998年3月発売（ISBN 4-88199-452-2）。
『熱血野郎 GO! JUSTICE 私立ジャスティス学園 アンソロジィコミック』
アンソロジー。ムービックのG-collectionで1998年5月発売（ISBN 4-89601-356-5）。
『コミック 私立ジャスティス学園カーニバル』
4コマ漫画集。光栄のKOEI GAME COMICSで1998年10月発売（ISBN 4-87719-641-2）。
『私立ジャスティス学園 熱血青春日記2 コミックアンソロジー』
アンソロジー。スタジオDNAのDNAコミックスで1999年9月発売（ISBN 4-921066-19-1 ）。
『私立ジャスティス学園 熱血青春日記2 4コマkings』
4コマ漫画集。スタジオDNAのDNAコミックスで1999年9月発売（ISBN 4-921066-21-3）。
『燃えろ!ジャスティス学園 アンソロジーGAMEコミックス』
アンソロジー。宙出版のMissy comicsで2001年4月発売（ISBN 4-87287-493-5）。

## 本作のキャラクターが登場している他のゲーム
※背景での出演はここでは省く。
『SNK VS. CAPCOM 激突カードファイターズ』シリーズ（トレーディングカードゲーム版も含む）
多数のキャラクターがカードとして全作品に登場している。
『CAPCOM VS. SNK 2 MILLIONAIRE FIGHTING 2001』
鑑恭介がプレイヤーキャラクターとして登場。また、スーパーコンボ「ファイナルシンフォニー-Remix-」では一文字伐と若葉ひなたも演出で登場し、恭介と共に攻撃を行う。
『NAMCO x CAPCOM』
島津英雄と水無月響子がプレイヤー側のペアユニットとして登場している。
『ストリートファイター オンライン マウスジェネレーション』
バツ（一文字伐）とあきら（風間あきら）がプレイヤーキャラクターとして登場。
『タツノコ VS. CAPCOM CROSS GENERATION OF HEROES』
バツ（一文字伐）がプレイヤーキャラクターとして登場。また、同作のエンディングでは忌野雷蔵が登場し、追加アニメーションでは鑑恭介と若葉ひなた（と思わしき人物。2人とも影のみ）も登場している。
『ULTIMATE MARVEL VS. CAPCOM 3』
サポートカードとしてバツ、恭介、アキラ、英雄が登場。
『PROJECT X ZONE』
バツ（一文字伐）がソロユニットとして登場している。
『鬼武者Soul』
カプコンヒロインズとして若葉ひなたと風間アキラが武将となって登場。配信されたイベントクエストでは、さくらを加えた3人で「正義と勇気の3プラトン」を行う場面がある。
『オトレンジャー』
スマートフォンアプリゲーム。鮎原夏とティファニー・ローズが登場し、レンジャーとして使用可能。
『ストリートファイター×オールカプコン』
スマートフォンアプリゲーム。参戦タイトルに本作があり、多数のキャラクターが登場。
『ドラゴンズドグマ オンライン』
ボックストレジャーズロット「ジャスティス学園コラボロット」として、一文字伐と若葉ひなたの衣装が登場。
『ストリートファイターV』
シーズン5に風間あきらが登場。関根明良が担当声優を務める。また、本作のシステムであるVトリガー「漢の背中」やクリティカルアーツ「協奏気功塊」といった技のアクションの一部に、兄である醍醐も登場する。
この他、3D格闘ゲーム『カプコンファイティングオールスターズ』にバツとアキラがプレイヤーキャラクターとして登場予定と発表されていたが、後に開発中止となった。